# Vanilla Mood
Vanilla Mood é um grupo formado por quatro musicistas pelo selo da gravadora Avex Records. O primeiro mini-álbum foi lançado em 8 de Fevereiro de 2006. O que faz essas garotas diferentes de outros artistas da música pop japonesa é que elas não apenas tocam seus próprios instrumentos, mas seus instrumentos escolhidos são a flauta, violino, violoncelo e piano.

## Discografia

### Mini-Álbum
- [2006.02.08] 「Vanilla Mood」
- [2006.10.04] 「Shizuku（雫）」